# Vispertal
Das Vispertal ist ein rund 7,5 Kilometer langes Seitental des Schweizer Rhonetals. Unter dem Begriff Vispertäler versteht man hingegen das ganze Einzugsgebiet des Flusses Vispa, also das Vispertal zusammen mit dem Mattertal und dem Saastal.

## Geographie

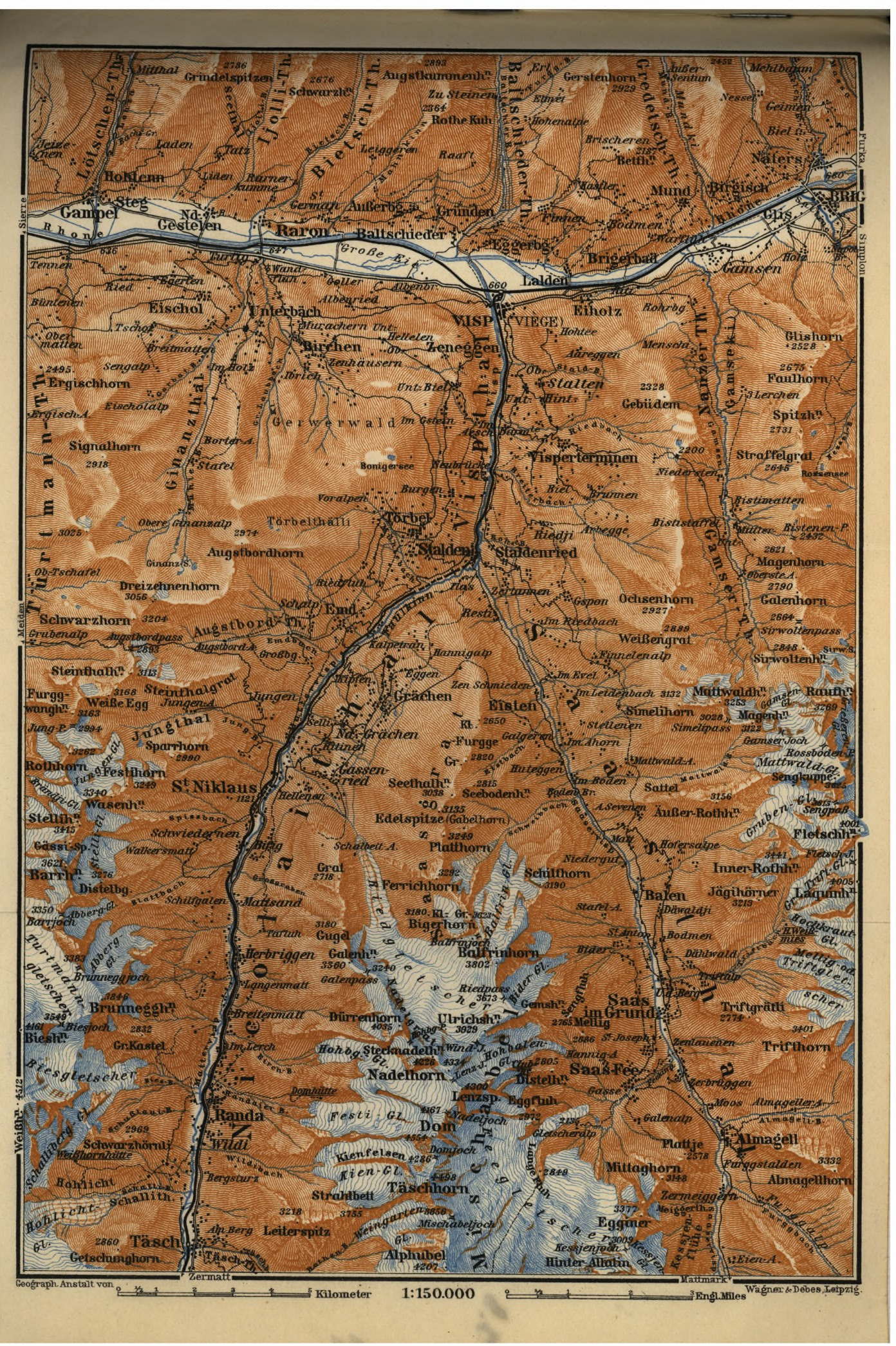
Das Nikolaital (Mattertal), das Saastal und das Vispertal auf einer Karte im Baedeker-Reiseführer aus dem Jahr 1905.

Das Vispertal beginnt beim Zusammenfluss des Mattertals und des Saastals bei Stalden und endet bei Visp. Durchflossen wird das Tal von der Vispa, einem Nebenfluss des Rotten bzw. der Rhone, die sich bei Stalden durch den Zusammenfluss der Mattervispa und der Saaservispa bildet.

## Gemeinden
Die zum Vispertal gehörenden Munizipalgemeinden (von oben abwärts – also Süd nach Nord) sind gemäss Geographischem Lexikon der Schweiz:
- Staldenried,
- Stalden,
- Visperterminen,
- Zeneggen und
- Visp.

Die Ortskerne von Stalden (795 m) und Zeneggen (1370 m) liegen an der linken Talflanke des Vispertals, Staldenried (1052 m) und Visperterminen (1378 m) an der rechten Talflanke und Visp (658 m) am Talboden.

## Bilder

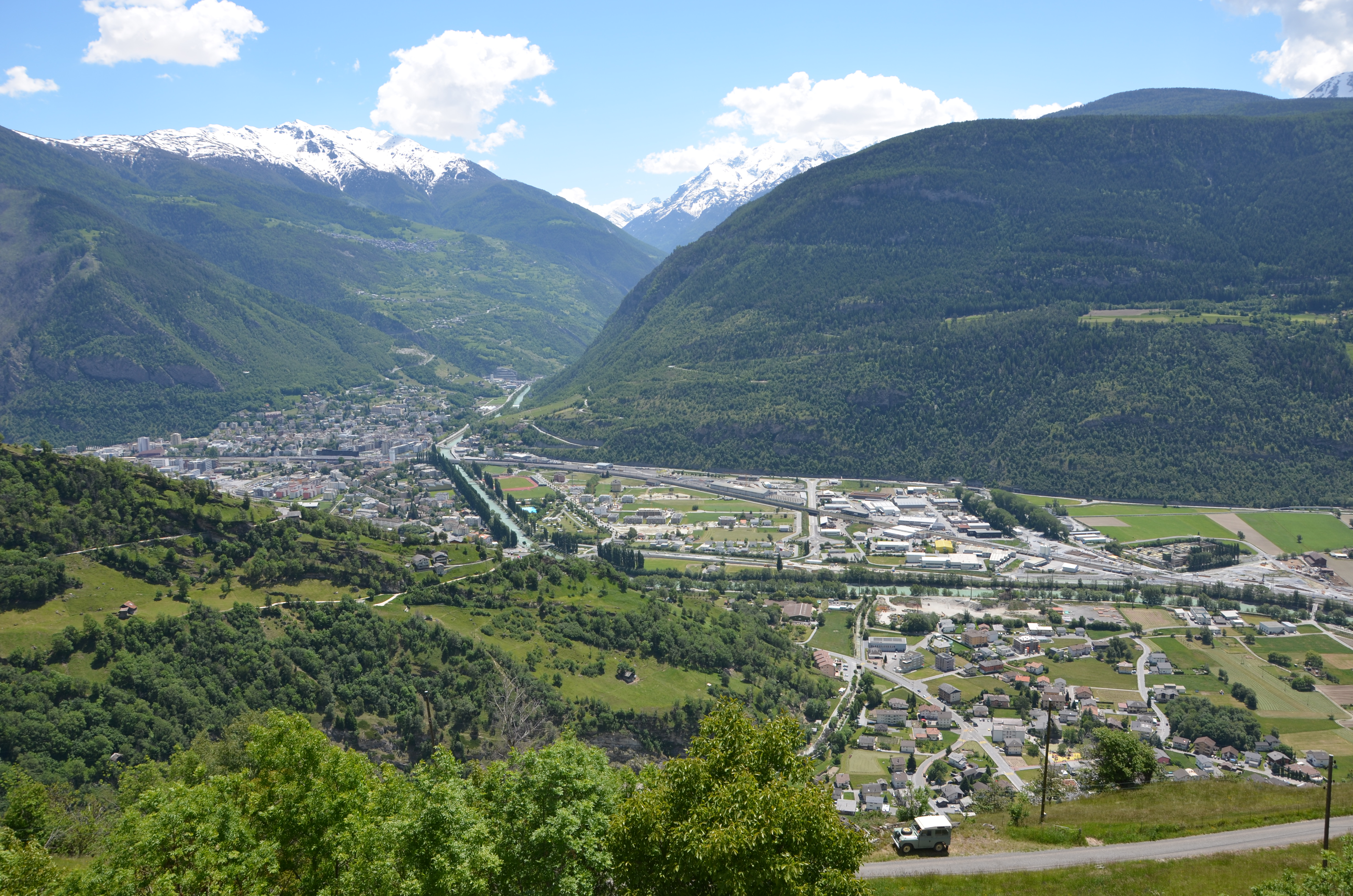
Visp in der Ebene des Rhonetals, im Hintergrund das Vispertal.
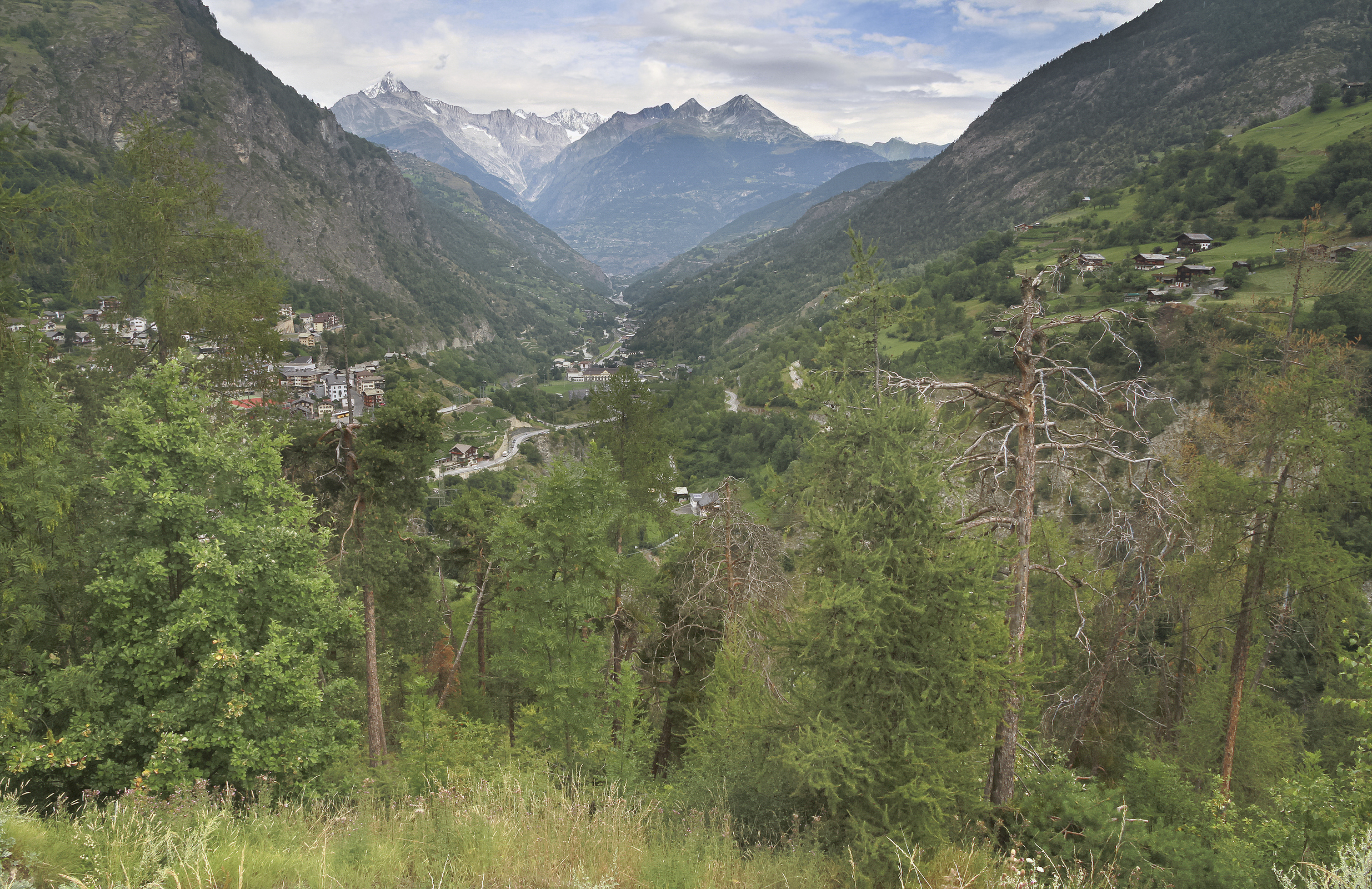
Blick talauswärts gegen Norden auf das Vispertal, gegenüber die Berner Alpen. Häusergruppe links nördlicher Teil von Stalden, Bildmitte Ackersand und rechts Staldenried.
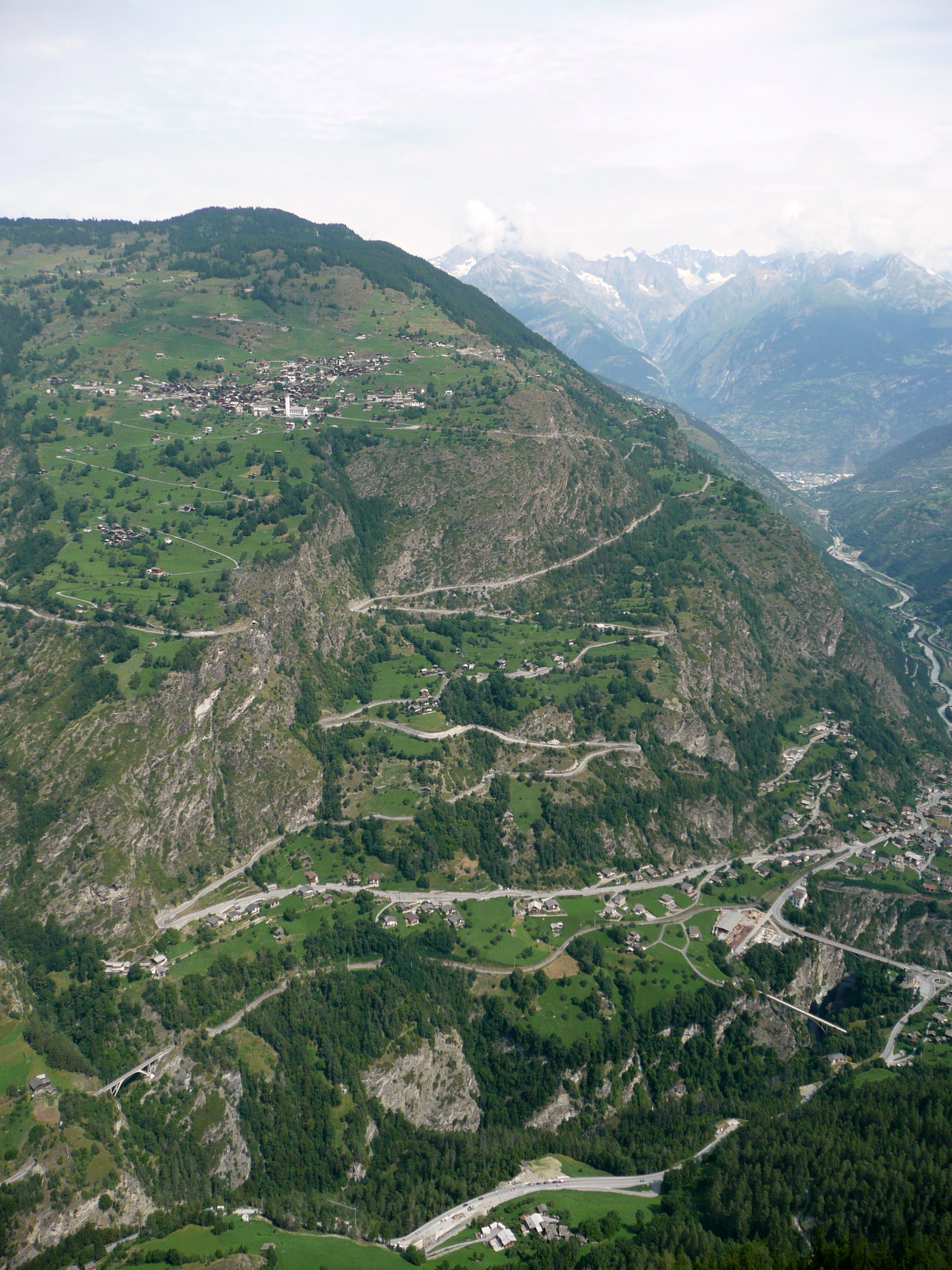
Törbel oberhalb des Vispertals (rechts) und des Mattertals (links)
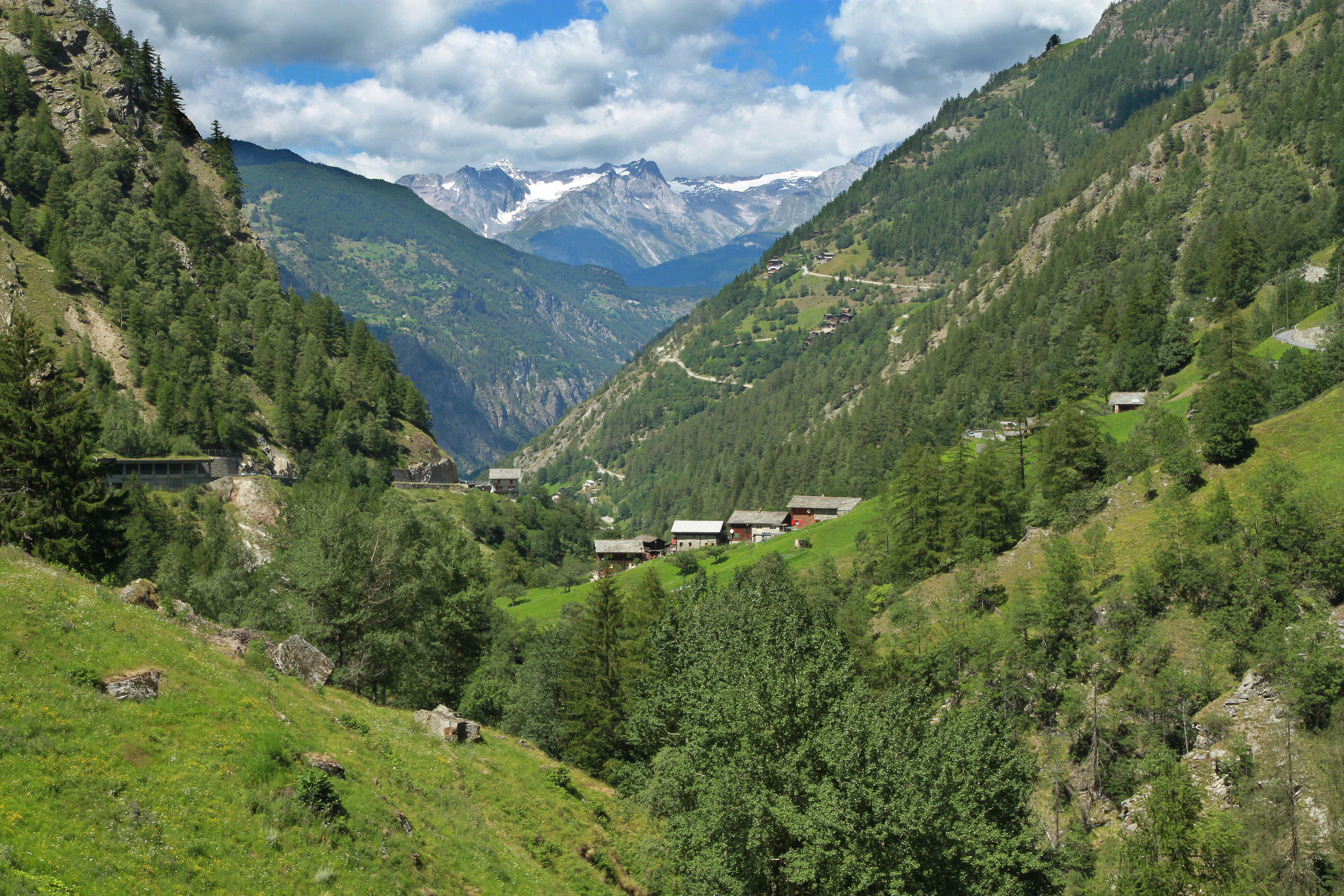
Saas- und Vispertal.
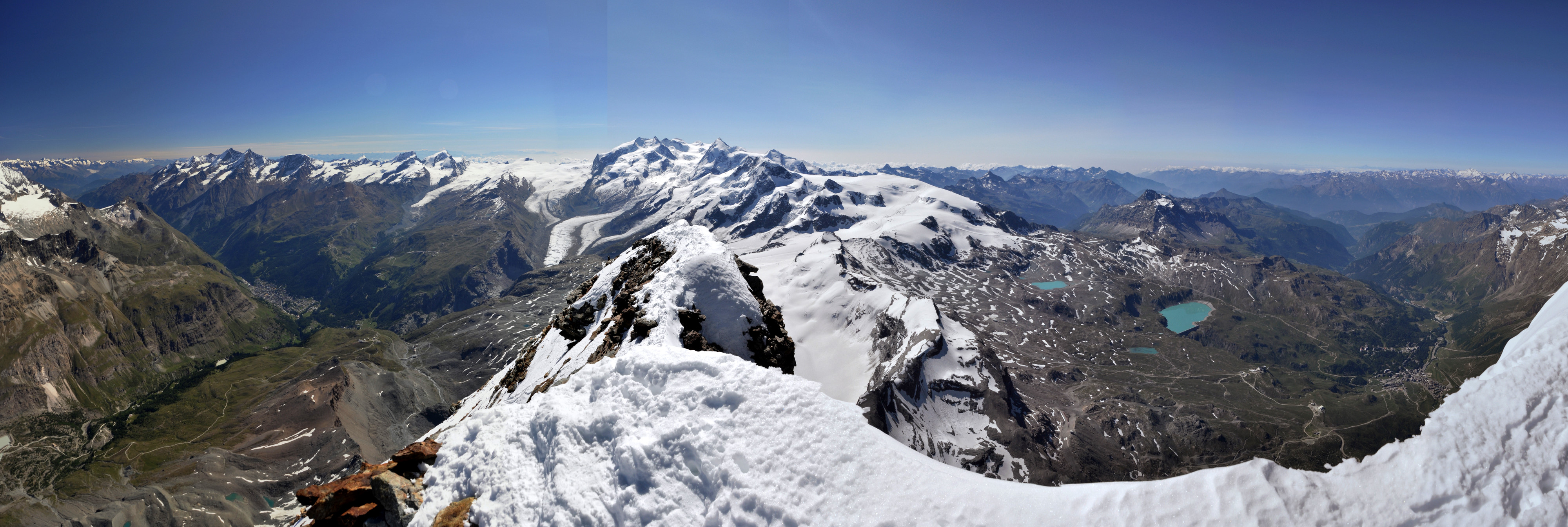
Blick vom Matterhorn auf Mattertal (links) mit Mischabel auf der Ostseite, Monte Rosa (Bildmitte) und Valtournenche (rechts).